# Časová osa žen ve fotografii

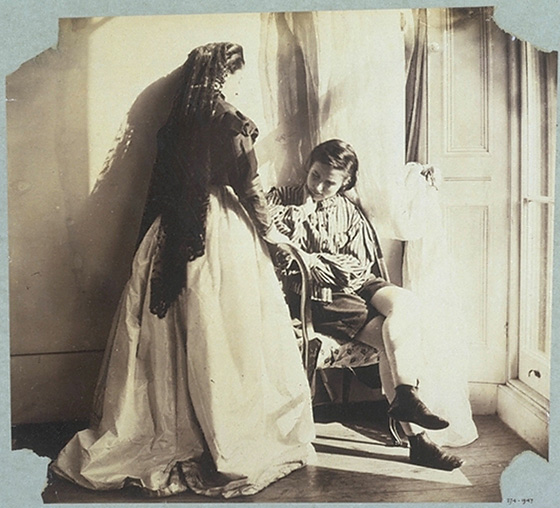
Clementina Hawardenová: Clementina Maude a Isabella vyfotografované svou matkou kolem roku 1861

Toto je časová osa žen ve fotografii, která sleduje hlavní přínosy žen jak k rozvoji fotografie, tak k pozoruhodným fotografiím, které vytvořily v průběhu 19., 20. a 21. století.

## Průkopnice počátku 19. století

### 1839
- Sarah Anne Bright (1793–1866) vytváří možná nejstarší dochovaný fotografický snímek pořízený ženou.[1]
- Constance Fox Talbot (1811–1880), manželka vynálezce Henryho Foxe Talbota, experimentuje s procesem fotografování, možná se stává první ženou, která fotografuje.[2]

### 1842
- Franziska Möllingerová (1817–1880) se stává první fotografkou ve Švýcarsku, pořizuje daguerrotypie švýcarské výjevy, které publikuje jako litografie v roce 1844.[3]

### 1843
- Anna Atkinsová (1799–1871), také přítelkyně Henryho Foxe Talbota, vydává „Fotografie britských řas: Cyanotype Impressions“, první knihu s fotografickými ilustracemi.[4]
- Bertha Beckmann (1815–1901), otevírá si se svým manželem studio v Lipsku, od jeho smrti v roce 1847 sama vede firmu.[5]

### 1844
- Jessie Mann (1805–1867) pořídila fotografii krále Saska, pravděpodobně se stala první fotografkou ve Skotsku.[6]

### 1845
- Brita Sofia Hesselius (1801–1866) vytváří daguerrotypie ve svém fotografickém ateliéru v Karlstad a v roce 1857 přestěhuje své studio do Stockholmu v roce 1857.[7]

### 1847
- Geneviève Élisabeth Disdéri (asi 1817–1878) pomáhá svému manželovi André-Adolphe-Eugène Disdérimu v jejich studiu v Brestu, později provozuje samotný obchod.[8]

### 1848
- Sarah Louise Juddová (1802– asi 1881) vytváří daguerrotypie na jaře 1848 a pokračuje dva roky v Stillwater, Minnesota.[9]

### 1849
- Elise L'Heureux (1827–1896), spolu se svým manželem, založí daguerrotypní studio v Quebec City a v roce 1865 převezme obchod.[10]

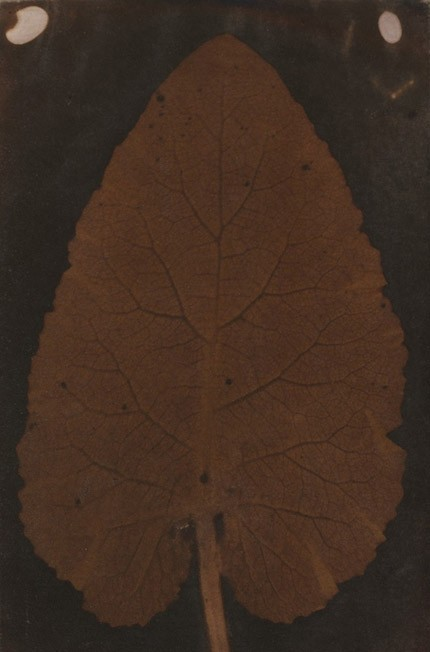
Sarah Anne Bright: Quillanový list, 1839
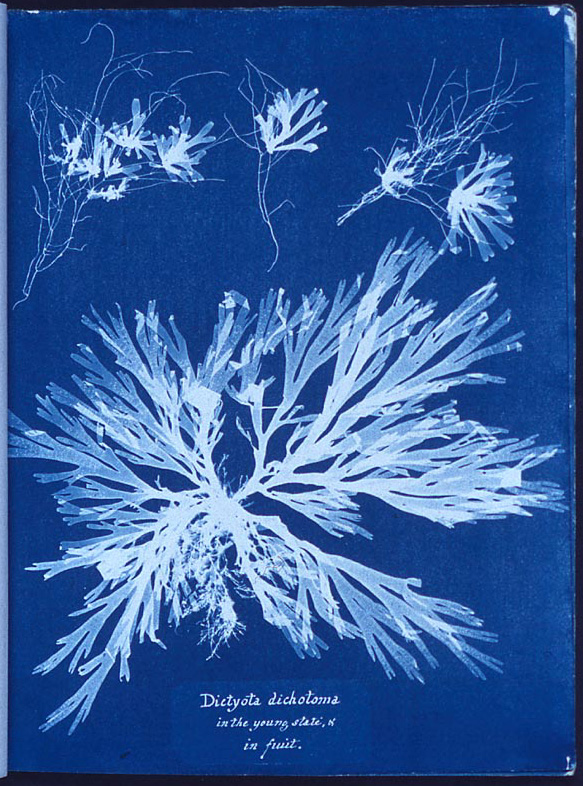
Anna Atkinsová: Kyanotypický fotogram řas zhotovený pro knihu Photographs of British Algae: Cyanotype Impressions, 1843
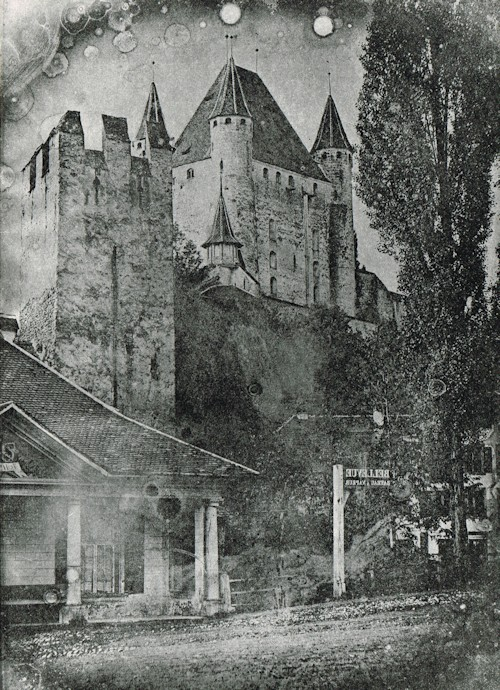
Franziska Möllingerová: daguerrotypie zámku Thun, asi 1844
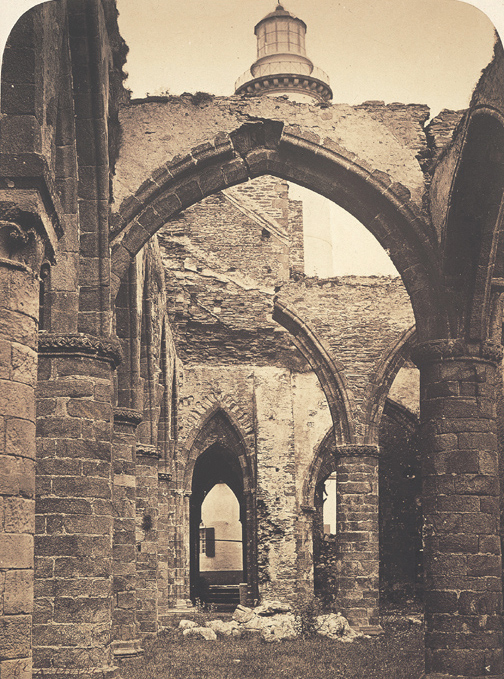
Geneviève Élisabeth Disdéri: Interiér St Mathieu, 1869

## Druhá polovina 19. století

### 1850
- Julia Shannonová (asi 1812 – asi 1852), první známá fotografka v Kalifornii, inzeruje svou práci s daguerrotypiemi v roce 1850.
- Thora Hallager (1821–1884) začíná vytvářet daguerrotypie v Kodani a kolem roku 1857 otevírá své vlastní studio.[11]

### 1852
- Emilie Bieberová (1810–1884) otevírá daguerrotypní studio v Hamburku.[12]
- Marie Kinnberg otevírá daguerrotypní studio v Göteborgu.[13]

### 1854
- Caroline Emily Nevill (1829–1887) a její sestry Henrietta (1830–1912) a Isabel (1831–1915) vystavují v Londýnské fotografické společnosti.[14]

### 1856
- Virginia Oldoini (1837–1899) začala fotografovat především sama sebe v divadelních kostýmech.[15]
- Julia Ann Rudolphová (také známá jako Julia Ann Swift a Julia Ann Raymond; asi 1820–1890) zakládá vlastní fotografické studio v Nevada City v Kalifornii.

### 1857
- Lady Clementina Hawardenová (1822–1865) začíná fotografovat v Irsku, později si založí vlastní soukromé studio v Londýně, kde vyprodukovala asi 800 albuminových tisků.[16]

### 1861
- Františka Baumruková v létě poprvé zveřejnila inzerát na svůj fotoateliér v Písku.[17]

### 1864
- Julia Margaret Cameronová (1815–1879) začíná fotografovat a proslavila se svými portréty celebrit.[18]
- Louise Thomsenová (1823–1907) zakládá firmu v Hellebæk poblíž Helsingøru.[19]

### 1867
- Elizabeth Pulmanová (1836–1900) pomáhá svému manželovi v jeho aucklandském studiu a přebírá firmu po jeho smrti v roce 1871.[20]

### 1869
- Thora Hallager fotografuje Hanse Christiana Andersena.[11]

### 1870
- Anna Fiedlerová byla majitelka významného pražského ateliéru na Václavském náměstí v období 1870–1890 a průkopnice portrétní fotografie v Praze.[21][22]

### 1871
- Adelaide Conroy fungovala na adrese Strada Stretta 56, Valletta, Malta, až do poloviny roku 1879, specializovala se převážně na carte de visite a albuminové tisky.[23]
- Karolína Anna Quastová (1850–1941) byla významná profesionální písecká fotografka, která byla pracovně svázána s fotografickým ateliérem rodiny Quastů v Sušici a od roku 1891 také v Písku.[24][25][26]

### 1876
- Frederikke Federspiel (1839–1913) je první ženou v Dánsku, která získala licenci na obchod s fotografií.[27]

### 1880
- Mollie Fly (1847–1925) provozovala od 80. let 19. století do počátku 1910 fotografické studio v Tombstone v Arizoně.

### 1881
- Geraldine Moodie (1854–1945) zakládá studio v Battlefordu v Saskatchewanu. Později byla pověřena vytvořením fotografických dokumentů západní Kanady.[28]

### 1888
- Mary Steen (1856–1939) se stává první dánskou dvorní fotografkou.[29]

- Hraběnka Žofie Chotková se začala zajímat o fotografii.[30]

### 1890
- Sarah J. Eddy (1851–1945) začíná vystavovat fotografie. Její nejvýznamnější výstavy byly v New School of American Photography a výběr amerických fotografek na Světové výstavě 1900.[31]

### 1894
- Frances Benjamin Johnstonová (1864–1952) se stává první ženou, která si otevřela studio ve Washingtonu[32]

- Bohumila Bloudilová (1876–1946) byla česká portrétní fotografka, od roku 1894 pracovala v kolínském fotografickém ateliéru Františka Krátkého, kde se také vyučila. Od roku 1906, tedy od svých třiceti let, v Kolíně provozovala svůj vlastní ateliér.[33]

### 1895
- Julie Laurbergová (1856–1925) otevírá velký úspěšný fotografický podnik v Magasin du Nord v Kodani, kde zaměstnávala mnoho žen. Podporovala profesionální účast žen ve fotografii.[34]

### 1896
- Harriett Brims (1864–1939) otevírá studio v Inghamu v Queenslandu, , kde 16 let pracovala jako profesionální fotografka.[35]

### 1899
- Laura Adams Armerová se stává aktivní fotografkou v San Francisku fotografuje Čínskou čtvrť a další oblasti svého zájmu.[36]

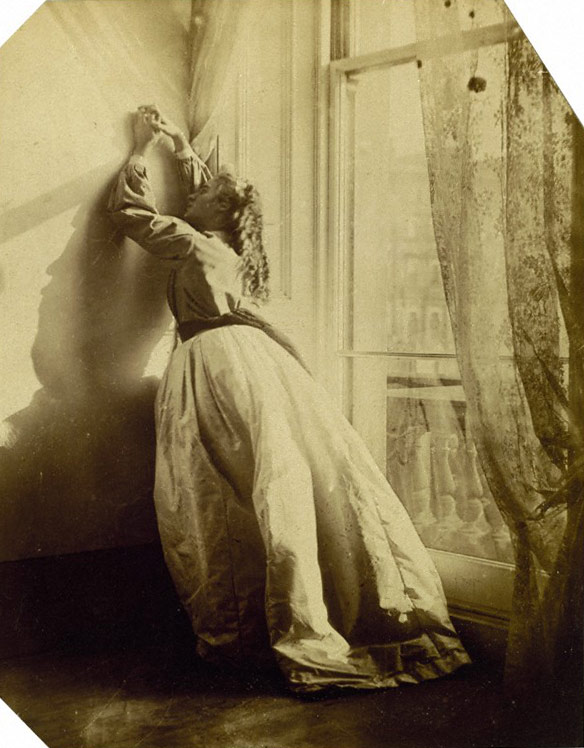
Clementina Hawardenová: Dcera vikomtesy Hawardenové (1863)
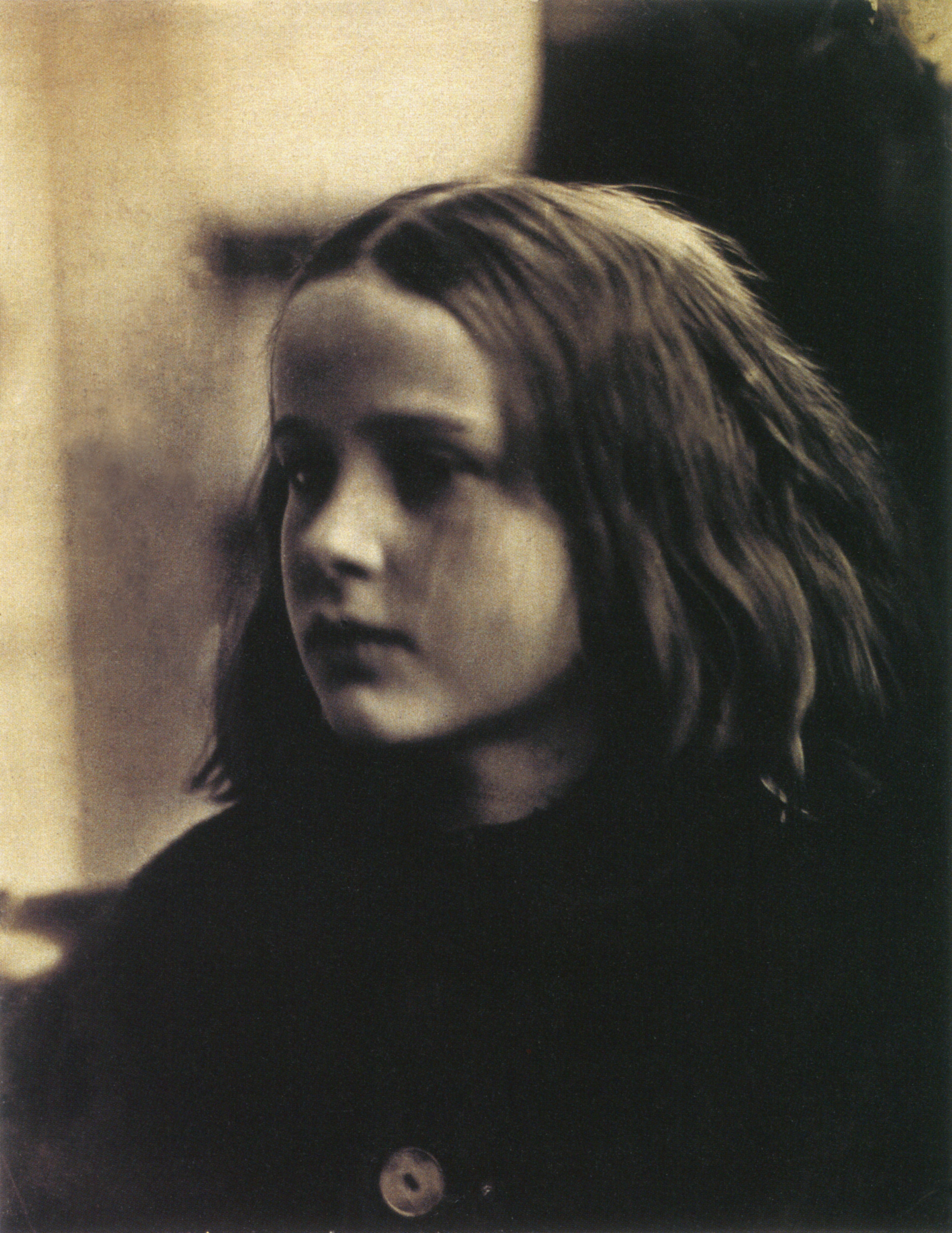
Julia Margaret Cameronová: portrét její dcery Annie (1864)
Thora Hallager: Hans Christian Andersen (1869)
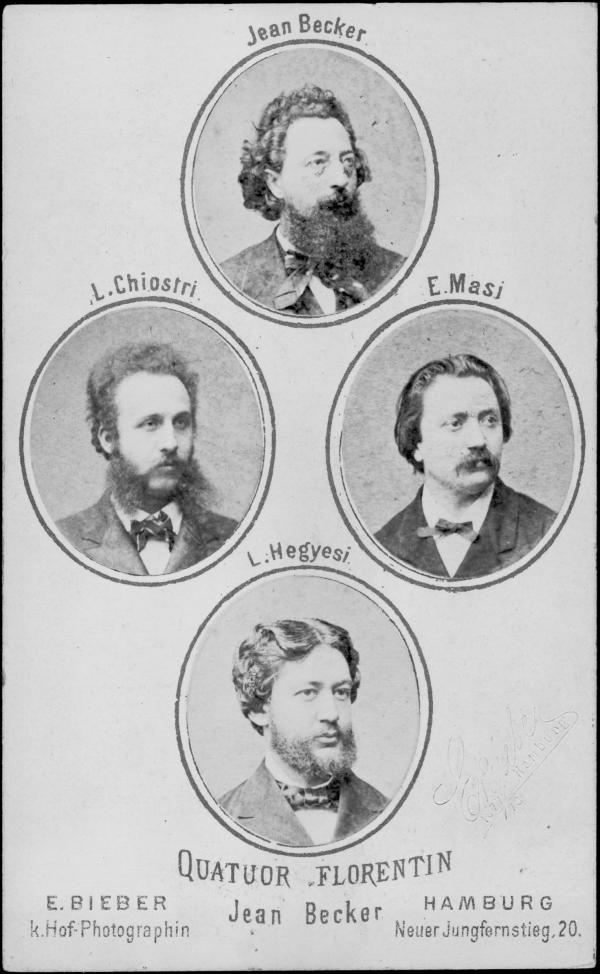
Emilie Bieberová: Quatuor Florentin (asi 1875)
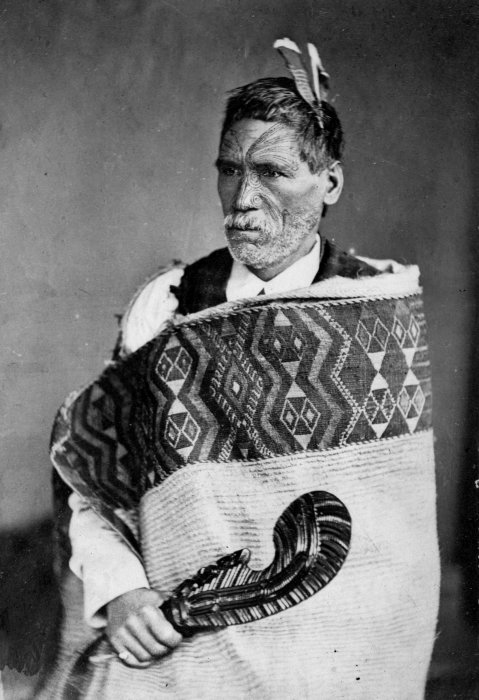
Elizabeth Pulmanová: Rewi Manga Maniapoto (1879)
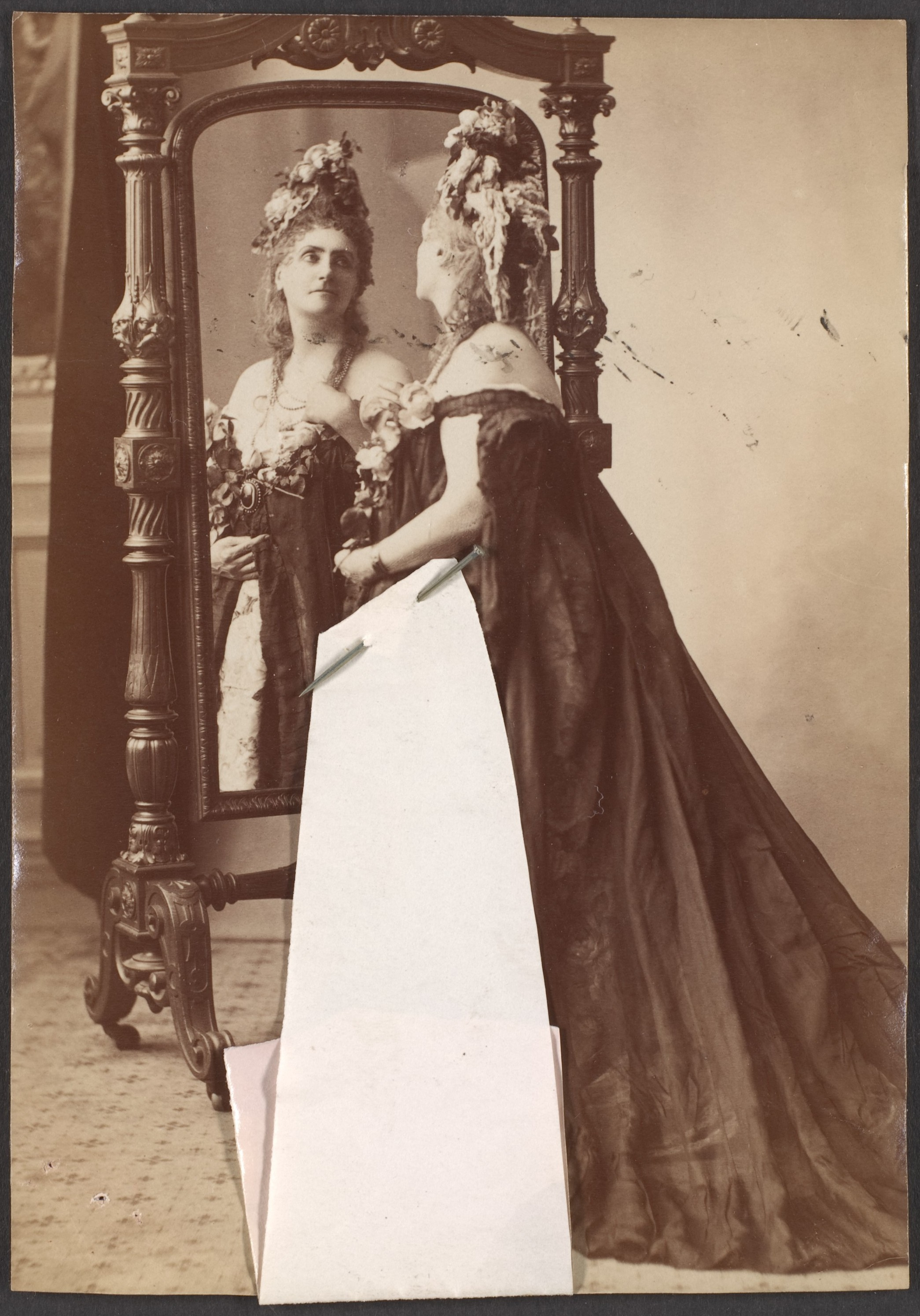
Virginia Oldoini: autoportrét hraběnky z Castiglione (1895)
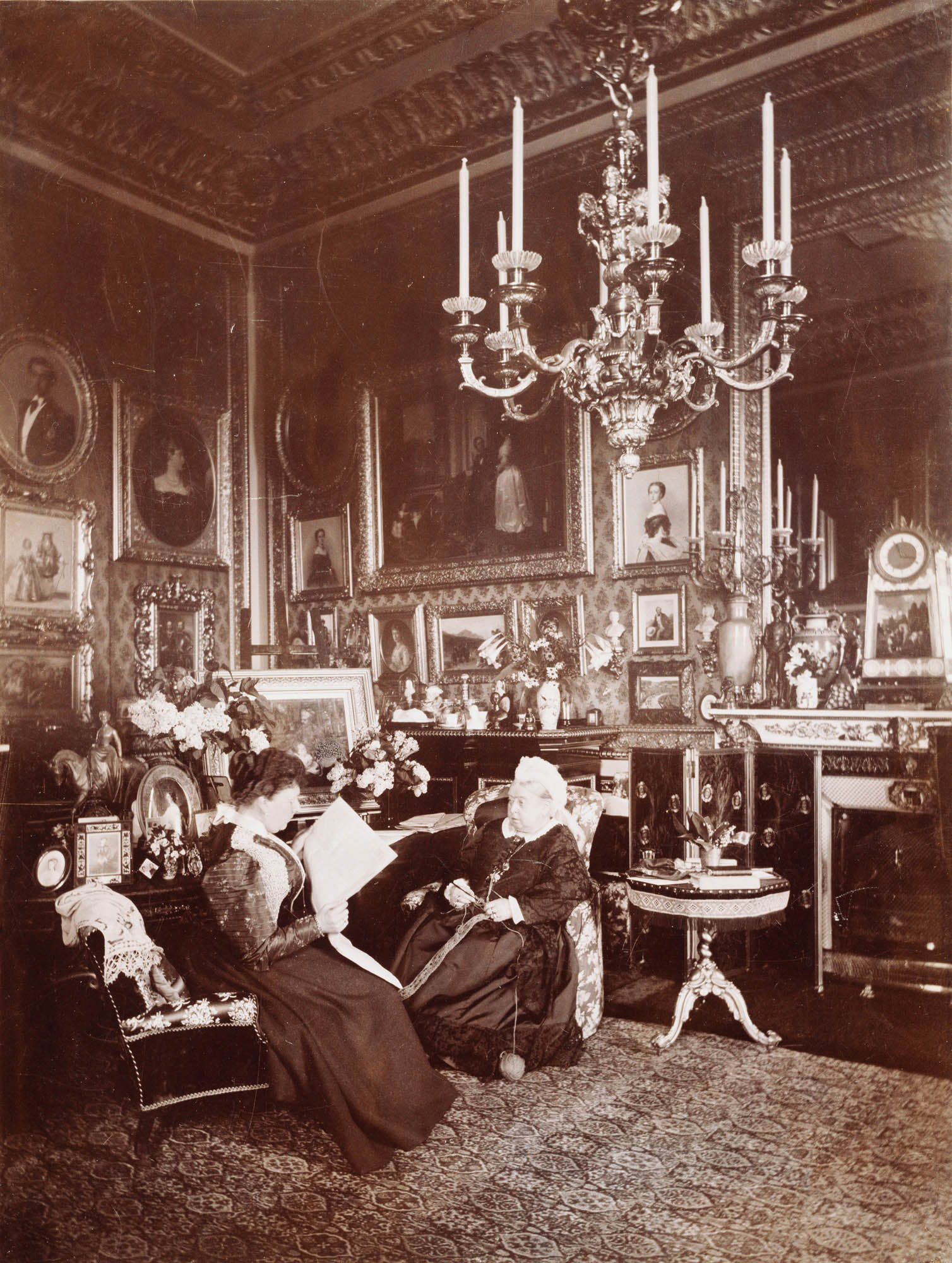
Mary Steen: královna Viktorie a princezna Beatrice (1895)

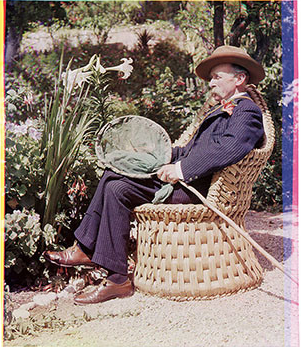
Sarah Angelina Aclandová: plukovník Willoughby Verner, 1903

## 20. století

### 1900
- Gertrude Käsebierová (1852–1934) prodala výtisky své fotografie z roku 1899 „The Manger“ (portrét kolegy fotografa Francese W. Delehantyho) za 100 amerických dolarů, což byla do té doby „nejvyšší cena, která se kdy za fotografii zaplatila“.[37]

### 1901
- Ladies' Home Journal  představoval sérii článků „Nejpřednější ženské fotografky v Americe“, které připravila Frances Benjamin Johnstonová a zahrnoval následující umělkyně: Gertrude Käsebierová (květen), Mathilde Weil (červen), sestry Allenovy (červenec), Emma Justine Farnsworthová (srpen), Eva Watson-Schütze (říjen) , Zaida Ben-Yusufová (listopad) a Elizabeth Brownell (leden 1902).[38]

### 1903
- Sarah Angelina Aclandová pořizuje barevné fotografie na dovolené na Gibraltaru.[39]
- Christina Broom (1862–1939) začíná prodávat fotografie jako pohlednice, později se stává první novinářskou fotografkou.[40]

### 1906
- Signe Branderová (1869–1942) je pověřena fotograficky dokumentovat měnící se tvář města Helsinky.[41]

- Julie Jirečková se sestrou spoluzaložily Klub fotografů amatérů ve Vysokém Mýtě. Kromě ateliérových portrétních fotografií se zaměřovala na uměleckou fotografii, především krajinářskou a s přírodními motivy.

- Bohumila Bloudilová (1876–1946) od svých třiceti let v Kolíně provozovala svůj vlastní ateliér.[33]

### 1907
- Dora Kallmusová (1881–1963) zakládá módní studio ve Vídni, později vytváří portréty celebrit.[42]

### 1908
- Julie Jirečková se stala první ženou, jejíž snímky otiskl časopis Fotografický obzor.[43]

### 1909
- The Women's Federation of the Photographers Association of America (Federace amerických fotografek) pořádá organizační schůzi v Rochesteru v New Yorku, její první prezidentkou je Mary Carnellová.[44]

### 1913
- Margaret Watkinsová (1884–1969) pracuje jako asistentka v bostonském studiu a v roce 1920 si otevřela vlastní podnik v New York City.[45]

### 1916
- Trude Fleischmannová (1895–1990) se vydává na svou kariéru profesionální fotografky a vytváří vynikající portréty intelektuálů a umělců.[46]

### 1917
- Naciye Suman (1881–1973) zakládá studio v Istanbulu a stává se první tureckou fotografkou.[47]

### 1920
- Marie al-Khazen (1899–1983) byla libanonská fotografka aktivní ve 20. letech; fotografie, které vytvořila, jsou považovány za cenný a jedinečný záznam jejich času a místa.[48]
- Elise Forrestová Harlestonová (1891–1970) byla raná afroamerická fotografka, která si v roce 1922 v Charlestonu v Jižní Karolíně založila studio, které fungovalo až do počátku 30. let 20. století.
- Ruth Matilda Andersonová (1893–1983), absolventka Fotografické školy Clarence H. Whitea, začíná pořizovat více než 14 000 dokumentárních fotografií z venkovského života na počátku 20. století ve Španělsku pro Hispánskou společnost Ameriky. Její práce našla po její smrti ocenění na výstavách a v katalozích.[49]

### 1925
- Ruth Harriet Louise (1903–1940) si najala společnost Metro-Goldwyn-Mayer, aby vedla jejich portrétní studio, a stala se tak první fotografkou, která působila v americkém Hollywoodu.[50]

### 1928
- Margaret Bourke-White (1904–1971) otevírá studio v Clevelandu v Ohiu a v roce 1929 se stává fotožurnalistkou.[51]

### 1932
- Ylla (1911–1955) začíná fotografovat zvířata, později se stala uznávanou světově nejzkušenější zvířecí fotografkou.[52][53]

### 1936
- Ilse Bing (1899–1998) vytváří monochromatické obrazy, které jsou vystaveny v Louvre a v Muzeu moderního umění v New Yorku.[54]
- Gerda Taro (1910–1937) byla zabita při zpravodajství o španělské občanské válce a stala se první fotoreportérkou, která zemřela při práci na frontě.[55]

### 1939
- Homai Vyarawalla začíná přispívat do The Illustrated Weekly of India a rozvíjí kariéru jako první indická novinářská  fotografka.[56]
- Berenice Abbottová publikuje své fotografické práce z nadhledu a podhledu New Yorku v Changing New York.[57]

### 1940s
- Cuneko Sasamoto (1914–2022) vstoupila do Japonské fotografické společnosti v roce 1940 a stala se první japonskou fotožurnalistkou.[58]
- Carlotta Corpronová (1901–1988) začíná vytvářet „světelné kresby“, které ji staví jako průkopnici americké abstraktní fotografie.

### 1941
- Margaret Bourke-White (1904–1971) se stává první ženskou válečnou korespondentkou.[51]
- Dorothea Langeová (1895–1965) získala Guggenheimovo stipendium.[59]

### 1945
- Marion Carpenterová (1920–2002) se stává dvorní fotografkou Bílého domu, často cestuje s prezidentem Trumanem.[60]

## Druhá polovina 20. století

### 1950
- Byly znovu objeveny a publikovány tisíce pozoruhodných fotografií z 19. století, které pořídila islandská fotografka Alice Austenová (1866-1952).[61]

### 1954
- Virginia Schau (1915–1989) se stává první ženou, která vyhrála Pulitzerovu cenu za fotografii.[62]

### 1962
- Agnès Varda (1928–2019) uvádí svůj film francouzské nové vlny Cléo from 5 to 7.[63]

### 1967
- Fotografka Rose Mandelová (1910–2002) narozená v Polsku, hlavní fotografka uměleckého oddělení na Kalifornské univerzitě získala Guggenheimovo stipendium.[64]

### 1972
- Belgičanka Liliane de Cock (1939–2013), fotografická asistentka Ansela Adamse v letech 1963 až 1972, získala Guggenheimovo stipendium.[65]
- Lorraine Monková (* asi 1926) získala Řád Kanady za své příspěvky fotografii.[66]

### 1973
- Sara Facio a María Cristina Orive spoluzaložily La Azotea, první vydavatelství v Latinské Americe věnované fotografii.[67]

### 1974
- Letizia Battaglia začíná svou kariéru fotografováním sicilské mafie.[68]

### 1976
- Françoise Demulder (1947–2008), jako první žena zvítězila v prestižní soutěži World Press Photo. Vítěznou fotografií byl černobílý snímek Palestinky, zvedající ruce k maskovanému ozbrojenému muži v Bejrútu. Demulder a Catherine Leroy začaly svou kariéru ve Vietnamské válce a spolu s Christine Spenglerovou se prosadily v profesi, ve které do té doby dominovali především muži.

### 1978
- Graciela Iturbide (* 1942) se stává jednou ze zakládajících členek Mexické rady fotografie.[69]

### 1979
- Sara Facio, Alicia D'Amico, Annemarie Heinrich a Maria Cristina Orive jsou součástí skupiny původních zakladatelů Consejo Argentino de Fotografía.[70]

### 1980
- Jane Evelyn Atwoodová obdržela první grant W. Eugena Smithe na humanistickou fotografii pro její projekt o životě nevidomých dětí.[71]

### 1991
- Annie Leibovitzová se stává první ženou, která pořádá výstavu v Národní portrétní galerii ve Washingtonu.[72]

## 21. století

### 2005
- Anja Niedringhaus (1965–2014) získala Pulitzerovu cenu za zpravodajství o Irácké válce.[73]
- Bearing Witness, dokument pro americkou televizi, sleduje pět válečných novinářek pracujících v Iráku, včetně fotografky Molly Binghamové a kameramanky Mary Rogersové.

### 2010
- Raymonde Aprilová (* 1953) získala ocenění Řád Kanady za přínos fotografii.[74]